# Héliodore Pisan
Héliodore-Joseph Pisan (Marselha, 5 de julho de 1822 — Paris 18 de julho de 1890) foi um gravador, litógrafo, pintor e aquarelista francês. A ele se deve grande parte das gravuras das ilustrações de Gustave Doré.

## Biografia
Héliodore Pisan era o filho mais velho de um sapateiro de Lorgues. Chegou em Paris aos 14 anos de idade e aprende gravura em madeira com Jean Best, um dos fundadores da oficina da ABL (Andrew, Best, Leloir). Em 1842, grava para esta oficina o "Scènes de la vie publique et privée des animaux" de Grandville. Posteriormente, grava os desenhos de Gustave Doré, dos quais é o principal e um dos melhores intérpretes. Pisan é considerado, em particular por Henri Beraldi, como um dos maiores gravadores em "bois de bout" do século XIX e um importante ator no desenvolvimento da "gravação de tom", caracterizada pela renderização de meios tons.
Os seus irmãos, Theodosius Louis Joseph Pisan (Cogolin, 11 de janeiro de 1824 — Argélia, c. 1846), e Anthelme Jean-Baptiste Pisan (Cogolin, 27 de junho de 1826 — Cogolin, 2 de novembro de 1911) também eram gravadores.
Foi nomeado cavaleiro de legião de honra em 1883.
Morreu em Paris, na sua casa, na rue Vanneau.

## Conservação
A Câmara Municipal de Cogolin tem aquarelas de Heliodore Pisan.